# Noorder-Koggenland
Noorder-Koggenland este o fostă comună din provincia Olanda de Nord, Țările de Jos. În 2007 a fost reorganizată teritoriul său fiind inclus în comuna Medemblik.

## Localități componente
Abbekerk, Benningbroek, Hauwert, Lambertschaag, Midwoud, Oostwoud, Opperdoes, Sijbekarspel, Twisk.